# Еугеніус Вармінг
Йоганнес Еугеніус Бюлов Вармінг, відомий як Еугеніус Вармінг (англ. Johannes Eugenius Bülow Warming; 3 листопада 1841 —2 квітня 1924) — датський ботанік і головна фігура наукової дисципліни екології. Вармінг написав перший підручник (1895 р.) з екології рослин, виклав перший університетський курс екології та дав поняттю значення та зміст. «Якщо одну особу можна виділити, щоб її вшанували як засновника екології, Вармінг повинен отримати перевагу».  
Вармінг написав низку підручників з ботаніки, географії рослин та екології, які були перекладені на кілька мов і мали надзвичайно великий вплив у свій час та пізніше. Найважливішими були Plantesamfund і Haandbog i den systematiske Botanik.

## Раннє життя та сімейне життя
Вармінг народився на маленькому острові Ванде у морі Манньо як єдина дитина Єнса Вармінга (1797–1844), парафіяльного слуги, та Анни Марі фон Бюлов аф Плюсков (1801–1863). Після ранньої смерті батька він переїхав з матір'ю до її брата у Вайле на сході Ютландії.
Він одружився з Йоганне Маргрете Єсперсен (відома як Ханне Вармінг; 1850–1922) 10 листопада 1871 року. В них було вісім дітей: Марі (1872–1947), дружина К. В. Притца, Єнс Вармінг (1873–1939), який став професором економіки та статистики Королівського ветеринарного та аграрного університету, Фро (1875–1880), Повл (1877– 1878), Свенд Ворінг (1879–1982), інженер у Burmeister & Wain, Інге (1879–1893), Йоганнес (1882–1970), фермер, і Луїза (1884–1964).  

## Освіта та кар'єра
Він відвідував середню школу в Рібе Катедральсколе і розпочав 1859 р. природничі дослідження в Університеті Копенгагена, але покинув університет на три з половиною роки (1863–1866), виконуючи обов'язки секретаря датського палеонтолога Пітера Вільгельма Лунда, який жив і працював у Лагоа Санта, Бразилія. Після повернення до Європи рік навчався у KFP Martius, Карла Негелі та Людвіга Радлькофера в Мюнхені, а в 1871 р. — у Й. Ханштайна в Бонні. Пізніше того ж року (1871) він захистив дисертацію доктора філософії в Копенгагені.
Професорство ботаніки в Університеті Копенгагена стало вакантним зі смертю А.С. Ерстеда, і Вармінг був очевидним кандидатом на наступника. Однак кафедру віддали старшому, але менш продуктивному та оригінальному Фердінанду Дідріхсену. Потім Вармінг став доцентом ботаніки в Університеті Копенгагена, політехнічному ( Polyteknisk Læreanstalt ) та Фармацевтичному коледжі 1873–1882. Він став професором ботаніки в Stockholms högskola (згодом Стокгольмський університет) 1882–1885. Як старшого професора його обрали ректором. У 1885 р. він став професором ботаніки в Університеті Копенгагена та директором Копенгагенського ботанічного саду і займав ці посади до своєї пенсії 31 грудня 1910 р. Він був ректором Копенгагенського університету 1907–1908 рр.
Він був членом Королівської академії наук і листів Данії з 1878 року до своєї смерті. Таким чином, він працював у раді директорів Фонду Карлсберга 1889–1921 рр., а, оскільки був біологом, у раді Лабораторії Карлсберга. Він також був членом ради Геологічної служби Данії 1895–1917 рр.
Еугеніус Вармінг був частим відвідувачем іноземних університетів, наприклад, поїздки до Страсбурга та Парижа в 1876 році, а також до Геттінгена, Єни, Бонна, Страсбурга та Парижа в 1880 році. Він брав участь у декількох конференціях вчених скандинавів між 1868 і 1916 рр. І в подібній німецькій зустрічі в Бреслау в 1874 р. він приєднався до Міжнародних ботанічних конгресів в Амстердамі 1877, у Відні 1905 та в Брюсселі 1910 і був президентом «Міжнародної асоціації ботаніки» (1913). Він був присутнім на святкуванні Ліннея в Упсалі 1907 року та на святкуванні Дарвіна в Лондоні 1908 року. Він був почесним членом Королівського товариства в Лондоні, був обраний членом Королівської шведської академії наук у 1885 році та почесним членом Датського ботанічного товариства. Він був членом-кореспондентом ботанічної секції Французької академії наук.  Він був призначений командиром 1-го ступеня ордена Даннеброга, командиром Королівського Вікторіанського ордену та Бразильського Імператорського Ордену Троянд. Похований на Assistants Cemetery в Копенгагені.

## Експедиції
- 1863-1866: Бразилія, Лагоа Санта
- 1884 р. Гренландія (експедиція Філа — перегляд зображень на arktiskebilleder.dk [16] [17] [18]
- 1885: Норвегія, Фіннмарк
- 1887: Норвегія, Довр
- 1891–1892: Венесуела, Тринідад та Датська Вест-Індія
- 1895: Фарерські острови

Крім того, коротші поїздки до Альп та інших найближчих пунктів призначення.

## Plantesamfund(«Екологія рослин»)
Книга Plantesamfund була заснована на лекціях Вармінга з географії рослин в Університеті Копенгагена. Він дає вступ до всіх основних біомів світу. Метою Вармінга та його основним тривалим впливом на розвиток екології було пояснити, як природа вирішувала подібні проблеми (посуха, повені, холод тощо) подібним чином, незважаючи на використання зовсім іншої «сировини» (видів різного походження) в різних регіонах світу. Це була надзвичайно сучасна точка зору — абсолютно відмінна від просто описової флористичної географії рослин, що склалася за його часів.
- Warming, E. (1895) Plantesamfund — Grundtræk af den økologiske Plantegeografi. P.G. Philipsens Forlag, Kjøbenhavn. 335 pp.

Підзаголовок натякає на заголовок книги Grundtræk af den almindelige Plantegeografi, опублікованої в 1822 р. (Німецька редакція 1823: Grundzüge einer allgemeinen Pflanzengeographie ) Й. Ф. Шуу, співзасновника наукової фітогеографії.
Plantesamfund було перекладено німецькою мовою в 1896 році як
- Lehrbuch der ökologischen Pflanzengeographie—Eine Einführung in die Kenntnis der Pflanzenvereine by Emil Knoblauch. Berlin, Gebrüder Borntraeger, 1896. 412 pp. This edition, which was approved by Warming, rapidly ran out of print.

Друге, несанкціоноване, видання було видано в 1902 році Полом Гребнером, який поставив своє ім'я після Вармінга на титулі книги, незважаючи на зміну змісту. 
- Lehrbuch der ökologischen Pflanzengeographie - Eine Einführung in die Kenntnis der Pflanzenvereine]; [19] «Nach der neuesten Litteratur Vervollständigt bei Paul Graebner»; Берлін, Гебрюдер Борнтрегер.

Це видання було розширено третім та четвертим виданнями:
- Warming, E. & Graebner, P. (1918) Евг. Warming's Lehrbuch der ökologischen Pflanzengeographie, 3-е вид. Берлін, Гебрюдер Борнтрагер. Четверте видання (1933) - 1158 с.

У 1900 році з'явився польський переклад «Plantesamfund» (з німецького перекладу Кноблауха):
- Warming, E. (1900) Zbiorowiska Roślinne zarys ekologicznej geografii roślin by Edward Strumpf and Jósef Trzebiński. Warszawa, 1900.  451 pp.

Два незалежні російські видання (Москва і Санкт-Петербург) вийшли в 1901 і 1903 роках
- Вармингъ, Е. (1901) Ойкологическая география растеній — Введеніе в окремих растительныхъ сообществах М. Голенкіна та В. Арнольді. Москва, 542 с. [20]
- Вармингъ, Е. (1903) Распредъленіе растения в зависимости отъ внъшнихъ условий — Экологическая география растеній А. Г. Хенкеля і з трактатом про рослинність Росії Г. І. Танфілєва. Санкт-Петербург, 474 с.

Розширене та перекладене видання англійською мовою вперше з'явилося в 1909 році:
- Warming, E. разом з М. Vahl (1909) Екологія рослин — вступ до вивчення рослинних спільнот [21] П. Грума та І. Б. Бальфура . Clarendon Press, Оксфорд. 422 с. (2-е видання 1925).

Німецький еколог AFW Schimper опублікував Pflanzengeographie aufziologisher Grundlage в 1898 році.

## Вармінг— вчитель
Вармінг був вмілим та відданим педагогіці, презентація якого була корисною далеко за межами його лекційного театру в Копенгагені. Він написав низку підручників ботаніки для університетського рівня, а також шкільні книги.

### Довідник із систематичної ботаніки
Підручник з систематики Вармінга для його лекцій ботаніки в Копенгагені з'явився у кількох виданнях, був перекладений німецькою, російською та англійською мовами та використовувався в іноземних університетах.
- Warming, E. (1878) Haandbog i den systematiske Botanik (nærmest til Brug for Universitets-Studerende og Lærere). København. (2nd edn 1884; [22]3rd ed with Algae by N. Wille and fungi by E. Rostrup 1891).

Німецька ред. 1890: Handbuch der systematischen Botanik   Е. Кноблауха (2-е видання 1902, 3-е видання 1911, 4-те видання 1929, все М. Мебіус). Російська редакція 1893: Систематика растеній (від 3-ї датської редакції С. Ростовзева та М. Голенкіна; 2-я редакція 1898). English edn 1895: Довідник із систематичної ботаніки  (М. К. Поттер; кілька видань, останнє 1932). Пізніше розділ про насінники був розширений і виданий як
- Warming Eug. (1912) Frøplanterne (Spermatofyter) [26] [перекладений заголовок: Seed Plants]. Kjøbenhavn, Gyldendalske Boghandel / Nordisk Forlag. 467 с. (2-е видання 1933).

Розділи про спорові рослини були оновлені та видані окремо як
- Розенвінге Л.Колдеруп (1913) Sporeplanterne (Kryptogamerne). Kjöbenhavn, Gyldendalske Boghandel / Nordisk Forlag. 388 с.

### Довідник із загальної ботаніки
Підручник Вармінга з морфології рослин, анатомії та фізіології перекладено шведською та німецькою мовами : Warming Eug. Den almindelige Botanik: En Lærebog, nærmest til Brug for Studerende og Lærere [перекладена назва: Загальна ботаніка ]. Kjøbenhavn, 1880. (2-е видання 1886; 3-е видання Warming та Вільгельм Йоганнсен 1895; 4-е видання Warming та Johannsen 1900–01). Шведське видання 1882: Lärobok i allmän botanik (автор Аксель Н. Лундстрем). Німецьке видання 1907-09: Lehrbuch der allgemeinen Botanik (з 4-го видання, за Е. П. Майнеке). Берлін, Борнтрегер. 667 с.
Також за кордоном використовували підручник Вармінга з ботаніки: Warming Eug. (1900) Plantelivet: Lærebog i Botanik for Skoler og Seminarier [перекладена назва: 'Життя рослин']. Копенгаген. (2 - ге вид 1902; третє вид 1905 4 і 5 EDNS по C. Raunkiær і Прогрівання 1908 і 1914 року, відповідно, 6-е изд (1920) через E. Warming і Johs. Бойе Петерсен ). Англійська edn 1911: Рослинне життя — Підручник з ботаніки для шкіл та коледжів (з 4-го видання М.М. Релінга та Е. Лондон. Russian edn 1904: Растение и его жизнь (Начальный учебник ботаники). (з 2-го видання Л.М. Кречотовича та М.Голенкіна). Москва. Голландські видання 1905, 1912 та 1919 рр. Kern der plantkunde (доктор AJM Garjeanne).

### Екскурсії
Вармінг відчував гостру потребу вивести учнів ботаніки з лекційного театру. Він використовував ботанічний сад для демонстрації живих рослин, але для навчання екології рослин йому потрібні були студенти, щоб вийти на природу. Радіус дії від Копенгагена, пропонований пішохідними поїздками, був занадто малим. Він звернувся до уряду і отримав грант на те, щоб щороку, з 1893 р., Проводити студентів на довші екскурсії; кожного третього року вони їздили до західної Ютландії, одного разу до Борнхольма, інакше до Зеландії. Опубліковані його екскурсійні нотатки, які є повчальними ознайомленнями з навколишнім середовищем та адаптацією рослин у дюнах, солончаках та інших місцях проживання :
- Warming, E. (1890) Botaniske Exkursioner 1. Fra Vesterhavskystens Marskegne. Videnskabelige Meddelelser fra den Naturhistoriske Forening i Kjøbenhavn 1890.
- Warming, E. (1891) Botaniske Exkursioner 2. De psammophile Formationer i Danmark. Videnskabelige Meddelelser fra den Naturhistoriske Forening i Kjøbenhavn 1891: 153–202.
- Warming, E. (1891) Botaniske Exkursioner 3. Skarridsø. Videnskabelige Meddelelser fra den Naturhistoriske Forening i Kjøbenhavn 1891.

## Подальші наукові праці Е. Вармінга

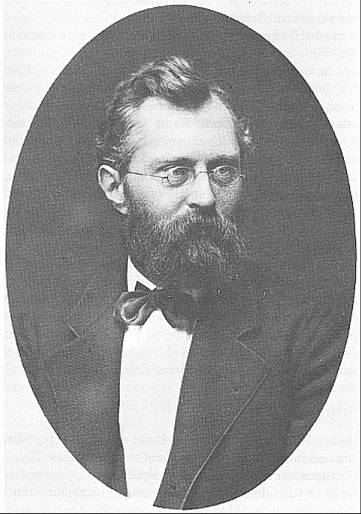
Еугеніус Вармінг 1879

### Систематика рослин
Його ранній досвід з рослинністю в тропічному регіоні був визначальним для його подальшої роботи. Його колекції з Lagoa Santa, 2600 видів рослин, з яких близько 370 виявилися новими для науки  були оброблені в монументальній 40- томній і 1400-сторінковій роботі, Symbolæ ad Floram Brasiliæ centralis cognoscendam. Для цієї роботи Вармінг виростив сім'ї рослин понад півсотні систематиків рослин, переважно в Європі.
- Symbolæ ad Floram Brasiliæ centralis cognoscendam, particulæ 1-10, 1873
- Symbolæ 11–20, 1875
- Symbolæ 21–30, 1886
- Symbolæ 31–40, 1893
- Symbolæ 31–40, 1893. Напр Particula XXXIX, Enumeratio Myrtacearum Brasiliensium Яльмара Кіерськоу.

Всі вони були опубліковані у вигляді томів у серії «Videnskabelige Meddelelser fra den Naturhistoriske Forening i Kjøbenhavn». Крім того, Варімнг обробляв родини Vochysiaceae та Trigoniaceae на флору Brasiliensis:
- Vochysiaceae et Trigoniaceae . Flora Brasiliensis, Eichler, AG ed .: Vol. XIII, частина II, фас. 67, колонка 16-116. Моначії, 1875 рік.

### Його улюблена родина рослин: Etudes sur la famille des Podostemacees
Вармінга особливо цікавила родина Podostemaceae, з якою він познайомився під час свого перебування в Бразилії. Види рослин цієї родини надзвичайно видозмінені суворим середовищем, в якому вони живуть, - це покритонасінні рослини, що нагадують печінкових червів.
- Вармінг, Е. (1881–1899) Familien Podostemaceae - Etudes sur la famille des Podostemacees .

Частина IV. Всі опубліковані в Kongelige Danske Videnskabernes Selskabs Skrifter - Naturvidenskabelig og Mathematisk Afdeling, 6. Rk

### Санта Лагоа
Закінчивши таксономічну роботу, Вармінг, нарешті, опублікував своє екологічне дослідження рослинних угруповань в районі Lagoa Санта, з Серрадо як основного типу рослинності.
- Warming, E. (1892) Lagoa Santa : Et Bidrag til den biologiske Plantegeografi med en Fortegnelse над Lagoa Santas Hvirveldyr. Kongelige Danske Videnskabernes Selskabs Skrifter - Naturvidenskabelig og Mathematisk Afdeling, 6. Rk вип. 6 (3): 153-488.

Вармінг видав довге резюме французькою мовою (1893 р.): Lagoa Santa - Етюд географії Ботаніка Revue Générale de Botanique 5: 145-158, 209-233. Португальський переклад: Warming, Eugenio Lagoa Santa: Contribuição para a geographia phytobiologica, Альберто Лефгрен Белу-Орізонті, 1908. Це видання було доповнене бразильським екологом М.Г. Феррі за допомогою останніх досліджень системи серрадо і перевидано під назвою: Warming, E. & Ferri, MG (1973) Lagoa Santa - рослинна рослинна рослина . Університет Сан-Паулу.

### Органогенетичні дослідження
На початку наукової кар'єри Вармінга морфолого-органогенетичний пункт був провідним принципом у ботанічних дослідженнях, і незабаром він став одним із найвидатніших працівників цієї галузі ботаніки. Основними його роботами з раннього періоду є його дисертація про квітковий розвиток в молочай і про яйцеклітини насінних рослин.
Докторська дисертація Вармінга (датською мовою ) стосувалася онтогенезу ціатії молочайних (Euphorbiaceae).
- Warming, J. Eug. B. 1871. Koppen hos Vortemælken en Blomst eller en Blomsterstand? En organogenetisk morfologisk Undersøgelse. Французький зміст: Le cyathium de l "Euphorbia est-il une fleure ou une суцвіття? Кьобенгавн, GEC Gad.

Частина роботи була опублікована німецькою мовою за рік до тези:
- Warming, E. 1870. Über die Entwicklung des Blütenstandes von Euphorbia. Flora 53: 385–397.

Його дослідження щодо утворення пилку та пиляків у покритонасінних та суцвіття айстрових були опубліковані в книзі фон Ханштейна Botanische Abhandlungen:
- Warming, E. (1873) Untersuchungen über pollenbildende Phyllome und Kaulome. Botanische Abhandlungen aus dem Gebiet der Morphologie und Physiologie, 2 (2): 1-90.
- Warming, E. (1876) Die Blüte der Kompositen. Botanische Abhandlungen aus dem Gebiete der Morphologie und Physiologie, 3 (2): 1–167.

Його дослідження з покритонасінних були опубліковані французькою мовою як
- Warming, E. 1878. De l’Ovule. Annales des Sciences Naturelles - Botanique et Biologie Vegetale sér. 6: 177–266.

Всі ці роботи досі цитуються в наукових роботах вченими ботаніки час від часу. 
У 1870-х роках на Вармінга був значний вплив дарвінізму. Обсяг його досліджень змінився. Спочатку до розуміння онтогенезу у світлі загального походження, як це спостерігається в De l'Ovule, пізніше до адаптації рослин до умов навколишнього середовища. Знову ж таки, його неперевершена здатність спостерігати за рослинами в поєднанні з його тропічним досвідом була визначальною для обраного ним шляху.

### Форма життя рослини
Хоча Вармінгу не відповідав термін «форма життя» до 1895 р. (у Plantesamfund Ch. 2), він розпочав роботу над формою життя рослин вже під час своїх Стокгольмських років. У роботі
- Warming, E. (1884) Om Skudbygning, Overvintring og Foryngelse [translated title: On shoot architecture, perennation and rejuvenation]. Naturhistorisk Forenings Festskrift: 1–105. Креслення ліній ,

він представив класифікацію, засновану на тривалості життя рослини, потужності вегетативного розмноження, тривалості кущір, гіпогенному чи епігеозному типі пагонів, режимі зимівлі та ступені та режимі розгалуження кореневищ. Спостереження проводились під час вирощування дикорослих рослин із насіння в садових умовах. Наприкінці 1880-х років, після повернення Вармінга до Копенгагена, він перекинув тему дослідження зі своєю студенткою Крістен Раункер, яка подорожувала уздовж узбережжя Північного моря від Ютландії до Нідерландів та публікувала інформацію про фітогеографію прибережної рослинності.  Зараз Вармінг працював над адаптацією рослин до дюн і солончаків, тоді як Раункер вивчав морфологію данських рослин, врешті-решт привівши його до своєї схеми життєдіяльності рослин .  Тим не менше, після того, як Раункер опублікував свою життєву схему, Вармінг повернеться до цієї теми у творі
- Warming, E. (1908) Om planterigets livsformer [translated title: On the life forms in the vegetable kingdom]. G.E.C. Gad, København.

Нова схема Вармінга була менш простою, ніж схема Раункіера, беручи до уваги інші фактори навколишнього середовища, крім зимівлі, особливо стрес води / посухи. Вармінг не схвалював того, що, на його думку, було надмірним спрощенням у схемі Раункера. Остання публікація роботи Вармінга була поновленою спробою ввести всі форми життя рослин (включаючи бактерії та водорості) в систему.
- Warming, E. (1923) Økologiens Grundformer – Udkast til en systematisk Ordning [translated title: Fundamental ecological forms - draft for a system]. Kongelige Danske Videnskabernes Selskabs Skrifter - Naturvidenskabelig og Mathematisk Afdeling, 8. Рк., Вип. 4: 120–187.

### Гренландія, Ісландія та Фарерські острови
Вармінг опублікував ряд трактатів на основі його експедиції в Південно-Західній Гренландії в 1884 році. Одним з найважливіших є його спостереження за рослинністю Гренландії та історією флори:
- Warming, E. (1887) Om Grønlands Vegetation [translated title: On the vegetation of Greenland]. Meddelelser om Grønland 12: 1–223. Резюме було опубліковано як:
- Warming, E. (1888) Über Grönlands Vegetation. Englers Botanische Jahrbücher, 10. Після публікації цієї статті Вармінг вступив у суперечку з А. Г. Наторстом щодо історії флори Гренландії.

Колекції листя, стебел та квітів Вармінга, створені під час короткої експедиції, були детально вивчені та анатомія ряду видів описана в серії статей датською мовою. Пізніше Вармінг поширював матеріал сімейно, тепер покращений колекціями, зробленими пізніше експедиціями та в інших місцях Арктики, студентам, які проводили подальші дослідження та публікували результати англійською мовою : Warming, E. ed. (1908–1921) Будова та біологія арктичних квітучих рослин . Meddelelser om Grønland vol. 36: 1-481 та 37: 1–507.
- Warming, E. ed. (1901–1908) Ботаніка Фереїв - на основі данських розслідувань », вип. I-III. Копенгаген та Лондон.
- Розенвінге, Л.Колдеруп і Вармінг Е. (ред.) (1912–1932) Ботаніка Ісландії, вип. 1–3. Копенгаген, Дж. Фрімодт. Продовження в т. 4-5 під редакцією Йоганнеса Гронтвед, Ове Паулсена та Торвальда Серенсена . Повний текст вип. 1 ( частина 1 та частина 2 [Архівовано 7 березня 2008 у Wayback Machine.] ) та вип. 2 ( частина 1 ).

### Рослинність Данії
- Warming, E. 1904. Bidrag til Vadernes, Sandenes og Marskens Naturhistorie (за участю C. Wesenberg-Lund, E. Østrup & c) Kongelige Danske Videnskabernes Selskabs Skrifter - Naturvidenskabelig og Mathematisk Afdeling, 7. Рк., 2: 1-56.
- Warming, E. 1906.. Dansk Plantevækst. 1. Strandvegetationen. - Норденський форлаг Гільдендальське Боггандель. [пляжна рослинність]
- Warming, E. 1909. Dansk Plantevækst. 2. Кліттерне. - Норденський форлаг Гільдендальське Боггандель. [дюни]
- Warming, E. 1917. Dansk Plantevækst. 3. Сковене. - Норденський форлаг Гільдендальське Боггандель. [ліси]

## Вплив Вармінга
Незважаючи на мовний бар'єр, вплив Вармінга на розвиток екології є неабияким, не в останню чергу у Великій Британії та США. Британський еколог Артур Танслі зазнав надзвичайного впливу читання Plantesamfund (вірніше, німецького видання 1896 року). Читання книги змусило його перейти від анатомії до екології.  Артур Тенслі використовував книгу як підручник в університетському курсі ще в 1899 р. Подібним чином книга Вармінга була вирішальною у формуванні кар'єри північноамериканських натуралістів, таких як Генрі Чандлер Каулз. Класичні дослідження Коулза, що стосуються спільнот рослин піщаних дюн на озері Мічиган, були безпосередньо натхнені дослідженнями Вармінга щодо данських дюн.  Крім того, Фредерік Клементс був натхненний Warming, коли почав працювати послідовно, але більше Оскар Друде, формулюючи свою концепцію вегетаційного клімаксу у своїй книзі 1916 року. [джерело?]
Більш несподіваний шлях впливу пройшов через американського соціолога Роберта Е. Парка, який прочитав «Екологію рослин» Вармінга та використав ідеї екологічної спадкоємності як натхнення для поняття спадкоємності в людських спільнотах — людської екології. 
Вплив Вармінга на пізнішу скандинавську екологію був величезним.  Особливо значущим було його натхнення для Крістен Раункер — його вихованця та наступника кафедри ботаніки в Університеті Копенгагена. Крім того, він мав безпосередній вплив на данські дослідження, наукові та інші, протягом декількох десятиліть. Після призначення на посаду професора в Копенгагені він поступово зайняв енергетичну базу Japetus Steenstrups, особливо, як один із трьох членів правління Фонду Карлсберга протягом 32 років. Таким чином, Вармінг мав перевагу в тому, кому слід надавати гроші, а кому ні.

## Вармінг та еволюція
Вармінг твердо вірив у адаптацію. Однак він був оголошеним ламаркистом. У своїй книзі про популяризацію Nedstamningslæren (Теорія походження; 1915)  він розглянув прямі та непрямі докази спільного походження живих організмів та природного відбору Дарвіну як процесу, що включає видоутворення. Його пильні спостереження за тим, як по-різному вирощується одна і та ж рослина за різних обставин (нині відома як фенотипова пластичність), змусили його поставити під сумнів зміну виду нескінченно малими кроками, як відстоювали його сучасні дарвіністи школи біометрії, наприклад Карл Пірсон. Вармінг узагальнив його погляд на шляхи, якими можуть виникати нові види:
1. У спадок набутих знаків ;
2. Шляхом гібридизації ;
3. За природним відбором, причому останній механізм є найменш важливим.

## Вармінг, релігія та політика
Вармінг зростав в християнському протестантському домі, і він продовжував бути релігійним протягом усього свого життя. Він прийняв еволюцію за походженням живих істот, але вважав, що закони, що регулюють орбіти планет, та інші закони, що регулюють органічну еволюцію, були дані Богом. У своїй популярній книзі «Nedstamningslæren»(перекладена назва: «Еволюція за походженням») він закінчує розділ, присвячений гіпотезам про походження написання життя, який, незалежно від того, яку гіпотезу розглядається, просто «задає велике питання: як життя вперше виникло, «на початку»? ... ніби ми, люди, тим самим отримали розуміння і пояснення чогось взагалі, або обійшли всемогутню силу, яка, незрозуміло для нашого розуму, мала створити матерію, силу, час і нескінченний простір. Наука не спростувала Біблію, яка говорить:» Спочатку Бог створив… «! » .  Вармінг поділився цим поглядом з багатьма видатними сучасними натуралістами, напр Альфред Рассел Воллес. 
У політичному плані Вармінг був національно-консервативним, скандинавістом та антипруссом. Вармінгу вдалося відвідати його батьківщину лише кілька разів у своєму житті, оскільки Шлезвіг був завойований Пруссією та Австрією в 1864 році, а (Північний Шлезвіг) повернувся до Данії в 1920 році. Вармінг в листах висловив підтримку  у франко-прусській війні 1870 року. Він зробив фінансові внески в секретний фонд, який повинен підтримати датсько-мислячих Schleswigian фермерів в покупці ферм і запобігти германізації з Північного Шлезвига. У листі 1898 року до свого сина Єнса він шкодує, що Хойре — консервативна партія — програє майбутні вибори і висловлює занепокоєння тим, що анархія та соціалізм врешті-решт будуть панувати. 

## Різне
Рід орхідей Warmingia Rchb.f. і десятки видів судинних рослин (IPN])  були названі на його честь. Те саме стосується ряду грибів, наприклад гриба сажки Microbotryum warmingii ( Rostr. ) Ванки та жовчний гриб Arcticomyces warmingii (Rostr.) Савіле. Земля Вармінга — півострів у самій північній Гренландії названий на його честь.
Федеральний університет Мінас-Жерайс з 1994 року організовує серію «Лекцій про Евгеніуса  Вармінга в еволюційній екології».

## Біографії та некрологи
- Raunkiær, C. (1904) Біографія в Данську Biografisk Lexikon, vol. [Архівовано 7 березня 2008 у Wayback Machine.] XVIII [Архівовано 7 березня 2008 у Wayback Machine.]
- Urban, Ignatius (1906) Vitae for Warming in Flora Brasiliensis, enumeratio plantarum in Brasilia hactenus detectarum: quas suis aliorumque botanicorum studiis descriptas et methodo naturali digestas partim icone illustratas / ediderunt Carolus Fridericus Philippus de Martiusmus et Augustus ; наступник iisque defunctis Ігнат Урбан; Фас. [Архівовано 24 червня 2021 у Wayback Machine.] CXXX (ultimus) - VITAE ITINERAQUE COLLECTORUM BOTANICORUM тощо. [Архівовано 24 червня 2021 у Wayback Machine.]
- Некролог у Nature, 113, 683-684 (1924) Вільяма Г. Сміта
- Некрологи в Botanisk Tidsskrift, 39 (1924):
  - Л.К. Розенвінге : Е. Warming og Dansk Botanisk Forening, pp. 1–6
  - Карл Крістенсен :  Eug. Warming, en Levnedsbeskrivelse, pp. 7–30
  - CH Ostenfeld: Warmings almindelige botaniske Virksomhed, pp. 31–38
  - А. Менц : Warming som plantegeografisk Forsker, с. 39–44
  - Чарльз Флехо, О. Джуель, К. Шретер і А. Г. Танслі : E. Warming in memoriam, с. 45–56.
- Крістенсен, К. (1924–26) Den danske botaniks historie, med tilhørende bibliografi. I. Den danske botaniks historie fra de ældste tider до 1912 року. II. Бібліографія .
- Крістенсен, К. (1932) Eugenius Warming, pp. 156–160 у: Мейзен, В. Видатні датські вчені крізь віки. Університетська бібліотека Копенгагена 450-річчя. Levin & Munksgaard, Копенгаген.
- Мюллер Д. (1980) Warming, Johannes Eugenius Bülow. У: Гіллеспі, КГ (ред.) ) Словник наукової біографії, вип. 16. Нью-Йорк, Нью-Йорк: Чарльз Скрібнер і сини.ISBN 0-684-10114-9
- Кляйн, Альдо Луїс (2000) Warming e o cerrado brasileiro um século depois . Сан-Паулу, ЮНЕСП. 156 с. ISBN 85-7139-354-0